# Kvea (Tal)
Kvea (norwegisch für Schafstall) ist ein rechteckiges und mit Gletschereis angefülltes Tal im ostantarktischen Königin-Maud-Land. Im Mühlig-Hofmann-Gebirge liegt es nördlich des Grytøyrfjellet zwischen den Gebirgskämmen Grinda und Skigarden.
Norwegische Kartographen, die das Tal auch benannten, kartierten es anhand von Luftaufnahmen und Vermessungen der Dritten Norwegischen Antarktisexpedition (1956–1960).